# Wereldbeker schaatsen 2013/2014 - Wereldbeker 1
De Wereldbeker schaatsen 2013/2014 Wereldbeker 1 was de eerste wedstrijd van het Wereldbekerseizoen die van 8 tot en met 10 november 2013 plaatsvond op de Olympic Oval in Calgary, Canada.
Deze wedstrijd was een van de vier waarop het gros van de startplaatsen voor het schaatsen op de Olympische Winterspelen 2014 werd verdeeld.
In deze wereldbekerwedstrijd verbeterde Lee Sang-hwa haar eigen wereldrecord op de 500 meter voor vrouwen van 36,80 naar 36,74; daarbij reed ze met 26,53 het snelste rondje ooit. Ook de Nederlandse mannenachtervolgingsploeg (Jan Blokhuijsen, Sven Kramer, Koen Verweij) reed met 3.37,17 een wereldrecord, Kramer had het record met 3.37,80 al in handen, toentertijd gereden met Carl Verheijen en Erben Wennemars. Kim Hyun-yung (1000 meter meisjes, 1.15,18) en Antoinette de Jong (3000 meter meisjes, 4.00,56) reden een juniorenwereldrecord. Verder werden talloze persoonlijke en nationale records op verschillende afstanden verbeterd.

## Tijdschema
| Datum               | Tijd  | Onderdeel                                                                 |
| ------------------- | ----- | ------------------------------------------------------------------------- |
| Vrijdag 8 november  | 19:00 | 1e 500 m vrouwen 1e 500 m mannen 3000 m vrouwen 1500 m mannen             |
| Zaterdag 9 november | 19:00 | 2e 500 m vrouwen 1000 m mannen 1500 m vrouwen ploegenachtervolging mannen |
| Zondag 10 november  | 19:00 | 2e 500 m mannen 1000 m vrouwen 5000m mannen ploegenachtervolging vrouwen  |

## Belgische deelnemers
| Afstand              | Geslacht | Deelnemers, A- of B-groep                   | Deelnemers, A- of B-groep                   | Deelnemers, A- of B-groep                   | Deelnemers, A- of B-groep                   | Deelnemers, A- of B-groep                   | Deelnemers, A- of B-groep                   |
| -------------------- | -------- | ------------------------------------------- | ------------------------------------------- | ------------------------------------------- | ------------------------------------------- | ------------------------------------------- | ------------------------------------------- |
| 1000m                | Mannen   | Bart Swings                                 | B                                           |                                             |                                             |                                             |                                             |
|                      |          |                                             |                                             |                                             |                                             |                                             |                                             |
| 1500m                | Mannen   | Bart Swings                                 | A                                           |                                             |                                             |                                             |                                             |
| 1500m                | Vrouwen  | Jelena Peeters                              | B                                           |                                             |                                             |                                             |                                             |
|                      |          |                                             |                                             |                                             |                                             |                                             |                                             |
| 5000m                | Mannen   | Bart Swings                                 | A                                           | Ferre Spruyt                                | B                                           | Maarten Swings                              | B                                           |
| 3000m                | Vrouwen  | Jelena Peeters                              | B                                           |                                             |                                             |                                             |                                             |
|                      |          |                                             |                                             |                                             |                                             |                                             |                                             |
| Ploegenachtervolging | Mannen   | Ferre Spruyt, Bart Swings en Maarten Swings | Ferre Spruyt, Bart Swings en Maarten Swings | Ferre Spruyt, Bart Swings en Maarten Swings | Ferre Spruyt, Bart Swings en Maarten Swings | Ferre Spruyt, Bart Swings en Maarten Swings | Ferre Spruyt, Bart Swings en Maarten Swings |

De beste Belg per afstand wordt vet gezet

## Nederlandse deelnemers
| Afstand              | Geslacht | Deelnemers, A- of B-groep                  | Deelnemers, A- of B-groep                  | Deelnemers, A- of B-groep                  | Deelnemers, A- of B-groep                  | Deelnemers, A- of B-groep                  | Deelnemers, A- of B-groep                  | Deelnemers, A- of B-groep                  | Deelnemers, A- of B-groep                  | Deelnemers, A- of B-groep                  | Deelnemers, A- of B-groep                  |
| -------------------- | -------- | ------------------------------------------ | ------------------------------------------ | ------------------------------------------ | ------------------------------------------ | ------------------------------------------ | ------------------------------------------ | ------------------------------------------ | ------------------------------------------ | ------------------------------------------ | ------------------------------------------ |
| 1e 500m              | Mannen   | Jesper Hospes                              | A                                          | Michel Mulder                              | A                                          | Ronald Mulder                              | A                                          | Kjeld Nuis                                 | A                                          | Jan Smeekens                               | A                                          |
| 1e 500m              | Vrouwen  | Margot Boer                                | A                                          | Thijsje Oenema                             | A                                          | Laurine van Riessen                        | A                                          | Anice Das                                  | B                                          | Mayon Kuipers                              | B                                          |
|                      |          |                                            |                                            |                                            |                                            |                                            |                                            |                                            |                                            |                                            |                                            |
| 2e 500m              | Mannen   | Jesper Hospes                              | A                                          | Michel Mulder                              | A                                          | Ronald Mulder                              | A                                          | Kjeld Nuis                                 | A                                          | Jan Smeekens                               | A                                          |
| 2e 500m              | Vrouwen  | Margot Boer                                | A                                          | Thijsje Oenema                             | A                                          | Laurine van Riessen                        | A                                          | Anice Das                                  | B                                          | Mayon Kuipers                              | B                                          |
|                      |          |                                            |                                            |                                            |                                            |                                            |                                            |                                            |                                            |                                            |                                            |
| 1000m                | Mannen   | Stefan Groothuis                           | A                                          | Michel Mulder                              | A                                          | Kjeld Nuis                                 | A                                          | Sjoerd de Vries                            | A                                          | Koen Verweij                               | A                                          |
| 1000m                | Vrouwen  | Lotte van Beek                             | A                                          | Margot Boer                                | A                                          | Manon Kamminga                             | A                                          | Laurine van Riessen                        | A                                          | Ireen Wüst                                 | A                                          |
|                      |          |                                            |                                            |                                            |                                            |                                            |                                            |                                            |                                            |                                            |                                            |
| 1500m                | Mannen   | Rhian Ket                                  | A                                          | Kjeld Nuis                                 | A                                          | Mark Tuitert                               | A                                          | Koen Verweij                               | A                                          | Wouter Olde Heuvel                         | B                                          |
| 1500m                | Vrouwen  | Lotte van Beek                             | A                                          | Marrit Leenstra                            | A                                          | Jorien Voorhuis                            | A                                          | Annouk van der Weijden                     | A                                          | Ireen Wüst                                 | A                                          |
|                      |          |                                            |                                            |                                            |                                            |                                            |                                            |                                            |                                            |                                            |                                            |
| 5000m                | Mannen   | Jorrit Bergsma                             | A                                          | Jan Blokhuijsen                            | A                                          | Bob de Jong                                | A                                          | Sven Kramer                                | A                                          | Koen Verweij                               | A                                          |
| 3000m                | Vrouwen  | Antoinette de Jong                         | A                                          | Yvonne Nauta                               | A                                          | Jorien Voorhuis                            | A                                          | Linda de Vries                             | A                                          | Ireen Wüst                                 | A                                          |
|                      |          |                                            |                                            |                                            |                                            |                                            |                                            |                                            |                                            |                                            |                                            |
| Ploegenachtervolging | Mannen   | Jan Blokhuijsen, Sven Kramer, Koen Verweij | Jan Blokhuijsen, Sven Kramer, Koen Verweij | Jan Blokhuijsen, Sven Kramer, Koen Verweij | Jan Blokhuijsen, Sven Kramer, Koen Verweij | Jan Blokhuijsen, Sven Kramer, Koen Verweij | Jan Blokhuijsen, Sven Kramer, Koen Verweij | Jan Blokhuijsen, Sven Kramer, Koen Verweij | Jan Blokhuijsen, Sven Kramer, Koen Verweij | Jan Blokhuijsen, Sven Kramer, Koen Verweij | Jan Blokhuijsen, Sven Kramer, Koen Verweij |
| Ploegenachtervolging | Vrouwen  | Lotte van Beek, Linda de Vries, Ireen Wüst | Lotte van Beek, Linda de Vries, Ireen Wüst | Lotte van Beek, Linda de Vries, Ireen Wüst | Lotte van Beek, Linda de Vries, Ireen Wüst | Lotte van Beek, Linda de Vries, Ireen Wüst | Lotte van Beek, Linda de Vries, Ireen Wüst | Lotte van Beek, Linda de Vries, Ireen Wüst | Lotte van Beek, Linda de Vries, Ireen Wüst | Lotte van Beek, Linda de Vries, Ireen Wüst | Lotte van Beek, Linda de Vries, Ireen Wüst |

De beste Nederlander per afstand wordt vet gezet

## Podia

### Mannen
| Wedstrijd            | Goud                                               | Tijd    | Zilver                                                       | Tijd     | Brons                                                  | Tijd     |
| 1e 500 m             | Ronald Mulder Nederland                            | 34,41   | Mo Tae-bum Zuid-Korea                                        | 34,52(3) | Jamie Gregg Canada                                     | 34,52(6) |
| 2e 500 m             | Tucker Fredricks Verenigde Staten                  | 34,46   | Mo Tae-bum Zuid-Korea                                        | 34,47    | Ronald Mulder Nederland Jamie Gregg Canada             | 34,52(9) |
| 1000 m               | Shani Davis Verenigde Staten                       | 1.07,46 | Kjeld Nuis Nederland                                         | 1.07,57  | Brian Hansen Verenigde Staten                          | 1.07,64  |
| 1500 m               | Koen Verweij Nederland                             | 1.42,78 | Shani Davis Verenigde Staten                                 | 1.43,11  | Kjeld Nuis Nederland                                   | 1.43,75  |
| 5000 m               | Sven Kramer Nederland                              | 6.04,46 | Jorrit Bergsma Nederland                                     | 6.06,93  | Lee Seung-hoon Zuid-Korea                              | 6.07,04  |
| Ploegenachtervolging | Nederland Jan Blokhuijsen Sven Kramer Koen Verweij | 3.37,17 | Verenigde Staten Brian Hansen Jonathan Kuck Trevor Marsicano | 3.38,66  | Zuid-Korea Joo Hyung-joon Kim Cheol-min Lee Seung-hoon | 3.40,53  |

### Vrouwen
| Wedstrijd            | Goud                                               | Tijd    | Zilver                                      | Tijd    | Brons                                                             | Tijd    |
| 1e 500 m             | Lee Sang-hwa Zuid-Korea                            | 36,91   | Jenny Wolf Duitsland                        | 37,14   | Wang Beixing China                                                | 37,40   |
| 2e 500 m             | Lee Sang-hwa Zuid-Korea                            | 36,74   | Jenny Wolf Duitsland                        | 37,18   | Wang Beixing China                                                | 37,30   |
| 1000 m               | Heather Richardson Verenigde Staten                | 1.13,23 | Lotte van Beek Nederland                    | 1.13,36 | Brittany Bowe Verenigde Staten                                    | 1.13,70 |
| 1500 m               | Lotte van Beek Nederland                           | 1.52,95 | Ireen Wüst Nederland                        | 1.53,30 | Martina Sáblíková Tsjechië                                        | 1.54,44 |
| 3000 m               | Claudia Pechstein Duitsland                        | 3.59,04 | Martina Sáblíková Tsjechië                  | 3.59,39 | Ireen Wüst Nederland                                              | 3.59,68 |
| Ploegenachtervolging | Nederland Lotte van Beek Linda de Vries Ireen Wüst | 2.57,82 | Japan Ayaka Kikuchi Maki Tabata Nana Takagi | 2.58,53 | Polen Katarzyna Bachleda-Curuś Katarzyna Woźniak Luiza Złotkowska | 2.59,42 |